# 剑叶冬青
剑叶冬青（学名：Ilex lancilimba）为冬青科冬青属的植物，是中国的特有植物。分布于中国大陆的福建、广西、广东、海南等地，生长于海拔300米至1,800米的地区，一般生于山谷森林中或灌木丛中，目前已由人工引种栽培。